# Palacio Nacional (República Dominicana)
El Palacio Nacional de la República Dominicana es el lugar de trabajo del Presidente de la República y sede del Poder Ejecutivo de ese país.
Es una de las obras más emblemáticas del país donde se encuentran, además, las oficinas del Vicepresidente de la República Dominicana. Se encuentra localizado en la ciudad de Santo Domingo, específicamente en su centro de control político y administrativo, el Distrito Nacional.

## Historia
En el año 1939 por orden del entonces presidente de la República Dominicana Rafael Trujillo se llevó a cabo la elaboración de los planos que darían forma a esta obra de arte, cuyo arquitecto responsable fue el italiano Guido D' Alessandro Lombardi. No fue hasta el 27 de febrero del año 1944 con motivo del primer centenario de la Independencia Nacional donde se comenzó la construcción de la obra. Fue inaugurado el 16 de agosto de 1947, día en que se conmemora otra fecha patriótica de gran relevancia, la "Restauración de la República" o fin de la anexión a España el 16 de agosto de 1865.
El Palacio Nacional, sede del gobierno dominicano, representa el símbolo de la soberanía dominicana y es el lugar donde se toman las grandes decisiones y se trazan las políticas para la buena marcha del país. 

## Dimensiones
El edificio consta de tres niveles donde el primer nivel sirve de alojamiento para las instalaciones de servicios generales, el segundo nivel alberga la entrada y el vestíbulo principal, así como el Salón del Consejo de Gobierno y los despachos del Presidente, Vicepresidente y varios funcionarios. El tercer nivel contiene los salones de recepciones: Salón de Embajadores, Salón las Cariátides, Salón Verde, Salón Bar, Comedor Principal y las áreas privadas del Presidente.

### El Vestíbulo
Esta área sirve como introducción al palacio, donde se puede ver una escalera imperial que nos lleva al segundo y tercer nivel. En su techo destaca la cúpula de 18 m de diámetro.

### Salón de las cariátides
Es el salón donde se llevan a cabo las grandes fiestas del Estado Dominicano y es, por supuesto, donde se realizan los festines.

### Salón Verde
Es utilizado para pequeñas recepciones y agasajos a personalidades de especial distinción. Como su nombre dice, es de color verde y también es el salón más importante del Palacio Nacional. Está hecho al estilo de Luis XV.

### Salón de Embajadores
Tal como expresa su nombre, es el salón donde el Jefe de Estado recibe las cartas credenciales del cuerpo diplomático acreditado en el país.

## Capilla San Rafael Arcángel
La Capilla San Rafael Arcángel está ubicada en la parte nordeste del edificio central del Palacio Nacional. La misma se llevó a cabo por el Ing. Tulio Matos en el año 1956. Al igual que la parte interior del edificio central del Palacio su diseño es neoclásico. En la parte trasera superior de la capilla, se encuentra un órgano barroco traído desde Italia. De igual forma la alfombra roja, las imágenes, el altar y las lámparas son importados desde España, Italia y Suiza.
Para diciembre del 2014 mediante el Decreto 486-14, por órdenes del mandatario Danilo Medina Sánchez, el Padre Geraldo Ramírez Paniagua (Padre Gerry) es el director de la Oficina Enlace del Poder Ejecutivo con la Iglesia Católica, quien fungía hasta ese momento como responsable de dar las misas en la capilla. En la actualidad y en sustitución del Padre Geraldo, fue designado el Padre Francisco Héctor Martín Emilio Gutiérrez Pérez. 
A partir del 20 de octubre de 2020, el Fray Kelvis Acevedo Almonte fue nombrado Capellán de la Capilla San Rafael Arcángel del Palacio Nacional.
Las visitas a las misas son abiertas para todo público, pero es necesario avisar su visita previamente. La familia presidencial y empleados del palacio pueden asistir sin avisar previamente.

## Conservación  & Restauración del Monumento

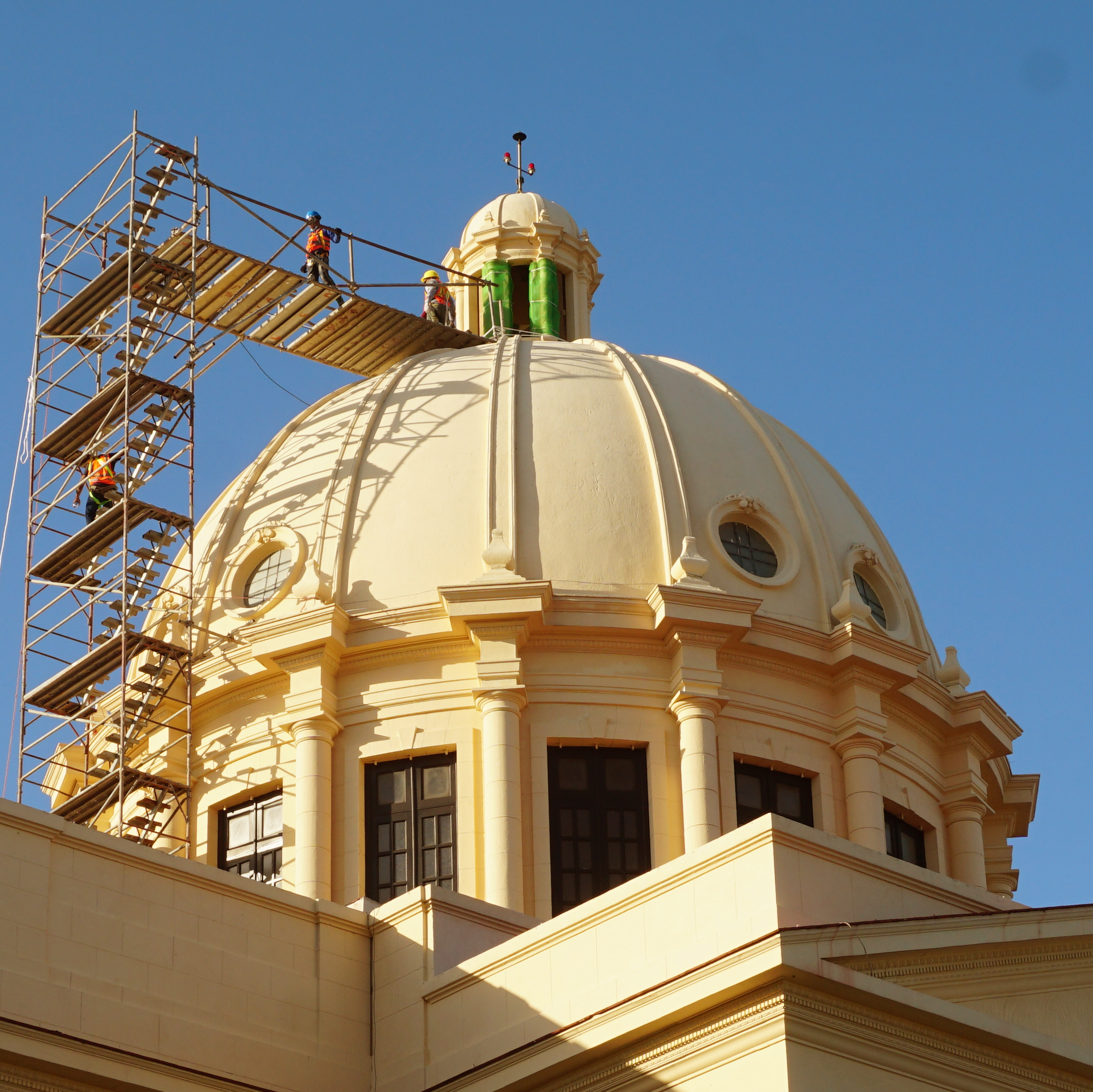
Restauración de la cúpula central del palacio

El presidente Luis Abinader creó mediante el Decreto 69-21 del 8 de febrero de 2021, la Comisión de Restauración y Conservación del Palacio Nacional & de su entorno presidida por el ministro administrativo. La misma está conformada de acuerdo a la orden ejecutiva, por especialistas en restauración, historiadores y  funcionarios del Ministerio de Cultura. Entre estos: arquitectos, académicos y gestores culturales, para garantizar su preservación física y estética. El proyecto fue motivado por el 75 aniversario de la obra arquitectónica y monumental, celebrado el 28 de agosto de 2022. Segundas fases del proyecto tomaron curso después. Entre los miembros titulares en grado honorífico que integran la selección, se encuentran los arquitectos: Eugenio Pérez Montás, Sergio Cross, César Iván Feris Iglesias y la gestora cultural María Amalia León, directora general del Centro Cultural Eduardo León Jimenes. Una vez constituida la comisión, la presidencia de la nación gestionó su proceso de restauración destacando el rescate estructural de la cúpula, la pieza más icónica de la edificación.  Entre los organismos oficiales de protección al patrimonio que se designaron para la misión especial se encuentra la Dirección Nacional de Patrimonio Monumental del país caribeño.